# Nana de la Copa 2
La Nana de la Copa 2 és una galàxia satèl·lit nana esferoidal de baixa brillantor superficial de la Via Làctia, situada a aproximadament 380.000 a.l. de la Terra. La Copa 2 es va identificar a les dades d'imatge del VLT Survey Telescope.
La galàxia té un radi llum mitjà d'1.100 pc, fent-lo el quart satèl·lit més gran de la Via Làctia. Té una mida angular aproximadament el doble que la de la Lluna